# Kshumay Mons
Lo Kshumay Mons è una struttura geologica della superficie di Venere.